# Mohamed
Mohamed o Muhamad (en árabe: محمد‎; pronunciación en árabe: /mʊˈħæmmæd/ⓘ) —también transcrito Moham(m)ed, Moha(m)mad, Mujá(m)mad, Muhá(m)mad o de otras maneras que reflejan sus variantes de pronunciación con diferentes acentos— es un nombre propio de varón de origen árabe, aunque muy extendido en todo el mundo islámico debido a que es el nombre del profeta del islam, el cual tradicionalmente se ha hispanizado como Mahoma. En árabe significa «alabado».
Es considerado como el nombre (o apellido) más utilizado de la Tierra, debido a la cantidad de musulmanes que hay hoy en día. Se estima que más de 150 millones de personas en todo el mundo se llaman Muhammad o cualquiera de sus variantes.

## Etimología
Muhamad es el participio pasivo masculino del verbo hammada (حَمِدَ), que significa «alabar». Comparte la misma raíz semítica ح م د (Ḥ-M-D) con otros nombres propios árabes como Ahmad (m), Hamid (m), Hamida (f) y Mahmud (m).
Específicamente para su hispanización como «Mahoma», esta deriva de los rasgos fonéticos propios del dialecto árabe andalusí.

## Variantes
- Ma entre los musulmanes de China de etnia hui.
- Mamadú (en francés: Mamadou), en países de África Occidental (véase islamización en el África Subsahariana).
- Mehmet en Turquía y países de influencia turca.
- Mohd entre los musulmanes del Sudeste Asiático.
- Magomed (en ruso: Магомед o Магоме́д) entre los musulmanes del Cáucaso norte.

- Otras variantes en árabe son:
  - Mahmad
  - Mahamed
  - Mohamad
  - Mohammad
  - Mohammed
  - Muhammad
  - Muhamed
  - Muhamet
  - Muhammed
  - Muhammet
  - Mahammud